# برشايا
برشايا  قرية سوريّة تتبع إداريّاً لمحافظة حلب منطقة الباب ناحية عريمة، بلغ تعداد سكانها 1,448 نسمة حسب التعداد السكاني لعام 2004.